# Alex Caffi
Alessandro Giuseppe Caffi, detto Alex (Rovato, 18 marzo 1964), è un pilota automobilistico italiano che ha gareggiato anche in Formula 1, ottenendo come miglior risultato un 4º posto al Gran Premio di Monaco 1989.

## Carriera

### Le formule minori
Figlio del pilota Angelo Caffi, dopo l'esordio nei kart, nel 1980 passò alla Formula 4 e alla Formula Fiat Abarth.
Nel 1984 giunse alla Formula 3, di cui diventò campione europeo l'anno successivo.

### Formula 1

#### Osella
Nel 1986 esordì in Formula 1 con la Osella al Gran Premio d'Italia, qualificandosi ventisettesimo e chiudendo undicesimo in gara.
Con la stessa scuderia disputò poi l'intera stagione 1987, annata deludente con il pilota costretto dalla poca affidabilità della vettura a ben tredici abbandoni.

#### Scuderia Italia

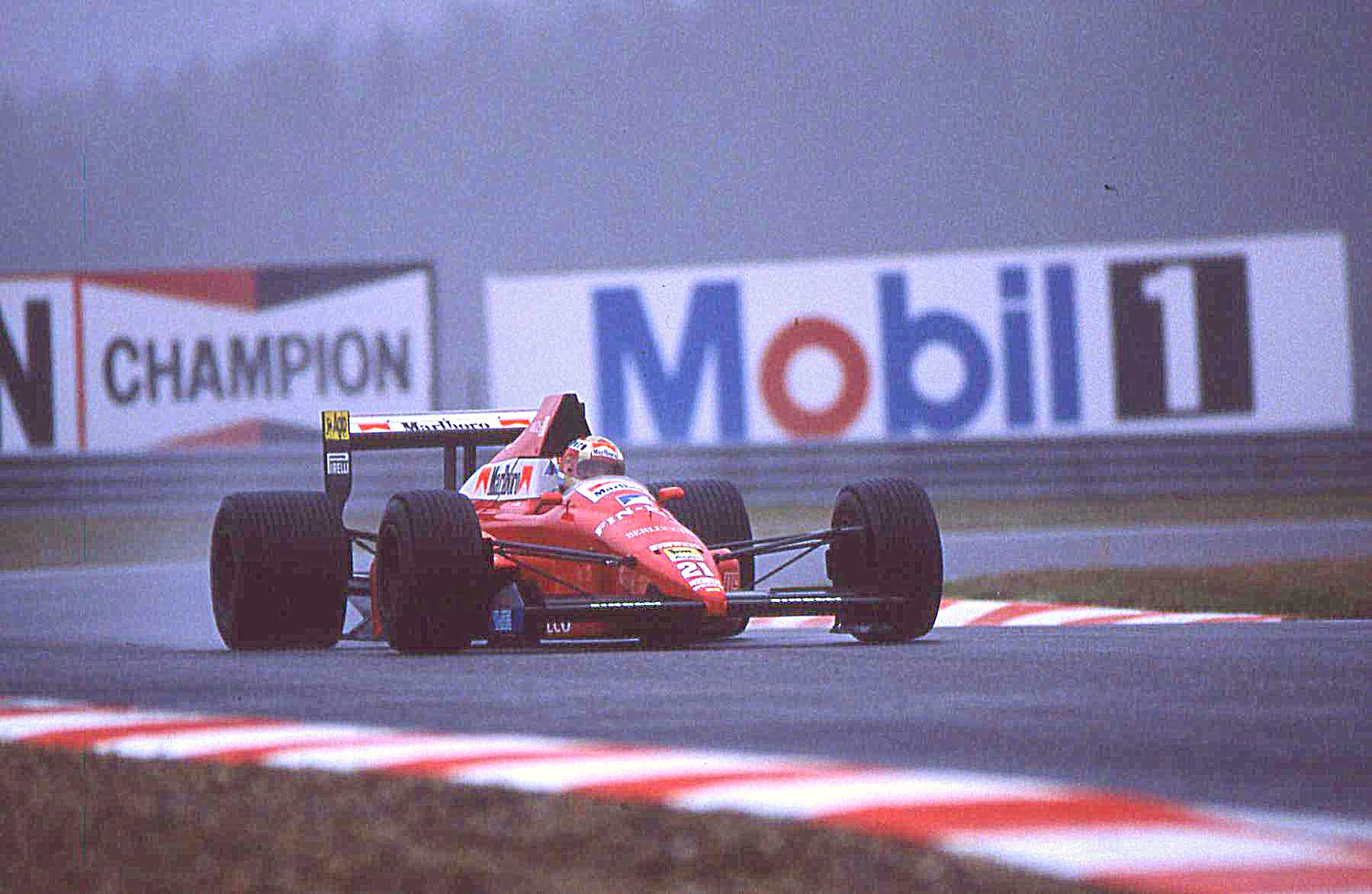
Caffi su Dallara 189 della al Gran Premio del Belgio 1989

Nei due anni successivi corse con le Dallara iscritte dalla Scuderia Italia. Nella stagione 1988, dopo essere stato costretto a partecipare alla prima gara con una vettura di Formula 3000 per ritardi del team nella creazione della nuova vettura, ottenne come massimo risultato un settimo posto nel Gran Premio del Portogallo, mentre nel 1989 conquistò i primi punti della carriera, giungendo quarto al Gran Premio di Monaco e sesto nel Gran Premio del Canada. Nel Gran Premio degli Stati Uniti di quell'anno avrebbe potuto conquistare un podio se non fosse stato tamponato dal doppiato compagno di squadra Andrea De Cesaris. Nel Gran Premio d'Ungheria riuscì addirittura a conquistare la terza posizione nella griglia di partenza, ma terminò la gara solo al settimo posto. Al termine del campionato, nonostante fosse sotto contratto per una terza stagione alla Scuderia Italia, Caffi annunciò a sorpresa il suo passaggio alla Arrows.

#### Arrows
1990
Il passaggio di squadra fu dovuto anche alle potenzialità che Caffi intravedeva nel progetto del team. La Arrows stava infatti perfezionando la sua cessione alla Footwork e il nuovo proprietario Wataru Ohashi aveva in mente un piano ambizioso per lottare per le posizioni di vertice. Il 1990 rappresentò quindi una stagione di transizione in vista della successiva. Caffi si trovò come compagno di squadra l'esperto Michele Alboreto con cui sviluppò un buon rapporto. La stagione fu relativamente buona: l'italiano infatti non sfigurò per niente nel confronto con Alboreto, dimostrandosi spesso e volentieri più veloce sia in qualifica che in gara. Concluse molte gare ed ottenne, come miglior risultato, un 5º posto nel Gran Premio di Monte Carlo che gli valse 2 punti, che furono anche gli unici raccolti dalla squadra quell'anno. Per contratto dovette alternarsi con Bernd Schneider in 2 Gran Premi, ma venne comunque confermato per la stagione successiva sempre a fianco di Alboreto.
1991
Le aspettative per la stagione 1991 erano molto elevate, viste le ingenti spese sostenute dal team e la contrattualizzazione di Porsche per la fornitura del motore. I guai iniziarono già però nei test invernali con guasti frequenti al propulsore che si rompeva quando messo sotto sforzo. Il motore era inoltre ingombrante ed erogava una scarsa potenza. Il campionato partì malissimo: Caffi non si qualificò nelle prime 4 gare e a Montecarlo fu vittima di un brutto incidente durante le prove che, sommato a un altro incidente avvenuto fuori dal circuito, lo costrinse a saltare 4 gare. Nel frattempo, i risultati non migliorarono e la Footwork decise di rescindere il contratto con Porsche tornando ai motori Ford. Caffi riuscì a qualificarsi per la prima volta al Gran Premio del Giappone, che chiuse poi decimo. Il Gran Premio d'Australia 1991 rappresenta la sua ultima apparizione in Formula 1.

#### Andrea Moda
Infatti l'anno successivo fu ingaggiato insieme ad Enrico Bertaggia come pilota dalla Andrea Moda Formula, ma l'iscrizione della scuderia al Gran Premio del Sudafrica fu rifiutata e nel successivo Gran Premio del Messico la squadra si presentò ma non corse, evento dopo il quale le tensioni tra piloti e scuderia portarono al licenziamento di questi ultimi.

### Dopo la Formula 1
A partire dal 1992 Caffi si è dedicato alle Sport prototipi in Europa (FIA Sportscar) e in America (IMSA, American Le Mans Series), e alle Granturismo, vincendo il Campionato francese GT nel 2002 con una Ferrari 360 Modena GT ed il campionato italiano GT2 nel 2006 al volante di una Ferrari F430 GTC.
Ha partecipato inoltre a varie edizioni della 24 Ore di Le Mans in particolare nel 1999 dove ha concluso al sesto posto assoluto, nel 2004 e nel 2007 concluse entrambe con un ritiro.
Nel 2016 è tornato dopo 25 anni alla guida di una vettura di Formula Uno, vincendo il Monaco Grand Prix Historique al volante di una Ensign N176.
Nel corso dello stesso anno ha fondato la scuderia che porta il suo nome, la Alex Caffi Motorsport, attualmente attiva nel campionato NASCAR Whelen Euro Series.

## Risultati sportivi

### Risultati completi in Formula 1
| 1986 | Scuderia | Vettura |  |  |  |  |  |  |  |  |  |  |  |  |    |  |  |  |  | Punti | Pos. |
| ---- | -------- | ------- |  |  |  |  |  |  |  |  |  |  |  |  | -- |  |  |  |  | ----- | ---- |
| 1986 | Osella   | FA1F    |  |  |  |  |  |  |  |  |  |  |  |  | NC |  |  |  |  | 0     |      |

| 1987 | Scuderia | Vettura     |     |    |     |     |     |     |     |     |     |     |     |     |    |     |     |    |  | Punti | Pos. |
| ---- | -------- | ----------- | --- | -- | --- | --- | --- | --- | --- | --- | --- | --- | --- | --- | -- | --- | --- | -- |  | ----- | ---- |
| 1987 | Osella   | FA1G e FA1I | Rit | 12 | Rit | Rit | Rit | Rit | Rit | Rit | Rit | Rit | Rit | Rit | NQ | Rit | Rit | NQ |  | 0     |      |

| 1988 | Scuderia        | Vettura    |     |     |     |     |     |   |    |    |    |     |   |     |   |    |     |     |  | Punti | Pos. |
| ---- | --------------- | ---------- | --- | --- | --- | --- | --- | - | -- | -- | -- | --- | - | --- | - | -- | --- | --- |  | ----- | ---- |
| 1988 | Scuderia Italia | 3087 e 188 | NPQ | Rit | Rit | Rit | NPQ | 8 | 12 | 11 | 15 | Rit | 8 | Rit | 7 | 10 | Rit | Rit |  | 0     |      |

| 1989 | Scuderia        | Vettura |     |   |   |    |     |   |     |     |     |   |     |    |     |     |   |     |  | Punti | Pos. |
| ---- | --------------- | ------- | --- | - | - | -- | --- | - | --- | --- | --- | - | --- | -- | --- | --- | - | --- |  | ----- | ---- |
| 1989 | Scuderia Italia | 189     | NPQ | 7 | 4 | 13 | Rit | 6 | Rit | NPQ | Rit | 7 | Rit | 11 | Rit | Rit | 9 | Rit |  | 4     | 19º  |

| 1990 | Scuderia | Vettura |  |     |    |   |   |    |     |   |   |   |    |   |    |  |   |    |  | Punti | Pos. |
| ---- | -------- | ------- |  | --- | -- | - | - | -- | --- | - | - | - | -- | - | -- |  | - | -- |  | ----- | ---- |
| 1990 | Arrows   | A11B    |  | Rit | NQ | 5 | 8 | NQ | Rit | 7 | 9 | 9 | 10 | 9 | 13 |  | 9 | NQ |  | 2     | 16º  |

| 1991 | Scuderia | Vettura     |    |    |    |    |     |     |     |     |     |     |    |     |     |     |    |    |  | Punti | Pos. |
| ---- | -------- | ----------- | -- | -- | -- | -- | --- | --- | --- | --- | --- | --- | -- | --- | --- | --- | -- | -- |  | ----- | ---- |
| 1991 | Footwork | A11C e FA12 | NQ | NQ | NQ | NQ | INF | INF | INF | INF | NPQ | NPQ | NQ | NPQ | NPQ | NPQ | 10 | 15 |  | 0     |      |

| 1992 | Scuderia    | Vettura |    |    |  |  |  |  |  |  |  |  |  |  |  |  |  |  |  | Punti | Pos. |
| ---- | ----------- | ------- | -- | -- |  |  |  |  |  |  |  |  |  |  |  |  |  |  |  | ----- | ---- |
| 1992 | Andrea Moda | C4B     | ES | NA |  |  |  |  |  |  |  |  |  |  |  |  |  |  |  | 0     |      |

| Legenda | 1º posto     | 2º posto | 3º posto    | A punti         | Senza punti/Non class.  | Grassetto – Pole position Corsivo – Giro più veloce |
| Legenda | Squalificato | Ritirato | Non partito | Non qualificato | Solo prove/Terzo pilota | Grassetto – Pole position Corsivo – Giro più veloce |